# Burg Lauenstein

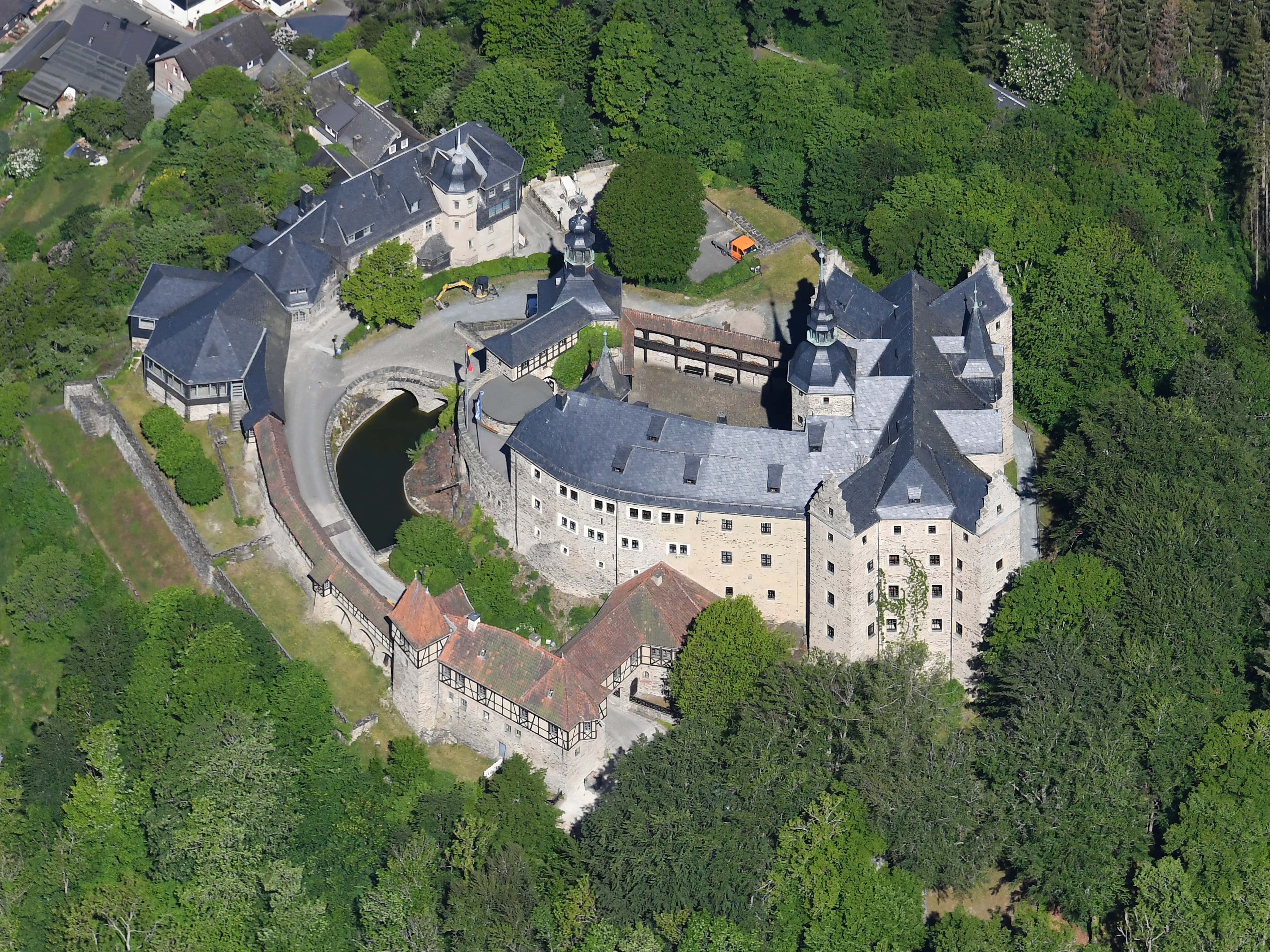
Burg Lauenstein sett från sydost från luften.

Burg Lauenstein är ett medeltida slott vid stadsdelen Lauenstein, som tillhör staden Ludwigsstadt i den tyska delstaten Bayern. Den ligger i gränsområdet mellan de medelhöga bergsområdena Frankenwald och Thüringerwald. Från slottet har man utsikt över naturparken Frankenwald med sina långsluttande berg. I öster löper motorvägen A9 mot Nürnberg.
Borgen äldsta delar uppfördes under 1100-talet. Mellan 1551 och 1554 tillkom den kvarvarande huvuddelen med ett torn i varje hörn som ett typiskt exempel för slottarkitekturen under Renässansen. Borgen tillföll 1622 markgreve Kristian av Brandenburg-Bayreuth. Mellan 1791 och 1803 ägdes Lauenstein av Preussen. I samband med en gränsändring föll den sedan till Kurfurstendömet Bayern. Borgen gick 1815 i privat ägo men den följande tiden kännetecknades av misskötsel. Först när Ehrhard Meßmer köpte borgen 1896 utfördes en omfattande renovering. Lauenstein gestaltades efter förebilden Wartburg med nya beståndsdelar som tillskrivs historicism och jugendstilen.
Borgen övertogs 1962 av fristaten Bayern och ett museum blev inrättat.